# Ribeira de Santo António
A ribeira de Santo António é um curso de água localizado na aldeia de Santo António, concelho da Velas, ilha de São Jorge, arquipélago dos Açores, Portugal.
Este curso de água tem origem a uma cota de cerca de 900 m de altitude nos contrafortes montanhosos da Cordilheira Central da ilha, nas imediações do pico do Carvão.
Procede à drenagem de uma bacia hidrográfica que engloba os contrafortes desta elevação e também o contraforte norte do pico da Junça.
Desagua no oceano Atlântico depois de atravessar a Localidade de Santo António, e de se precipitar de uma falésia com mais de 600 metros de altura a caminho da Fajã Rasa de Santo António.